# 야마시타 요스케
야마시타 요스케(일본어: 山下 洋輔, やました ようすけ, 1942년 2월 26일 ~ )는 일본의 재즈 피아노 연주자이자 작가이다. 도쿄도 출생으로 1967년 구니타치 음악대학을 졸업하였으며, 일본 프리재즈 음악의 선구자로 잘 알려져 있다.